# 54-я бомбардировочная авиационная дивизия
54-я бомбардировочная авиационная Орловская дивизия (54-я бад) — соединение Военно-Воздушных сил (ВВС) Вооружённых Сил РККА бомбардировочной авиации, принимавшее участие в боевых действиях Великой Отечественной и Советско-японской войн.

## История наименований дивизии

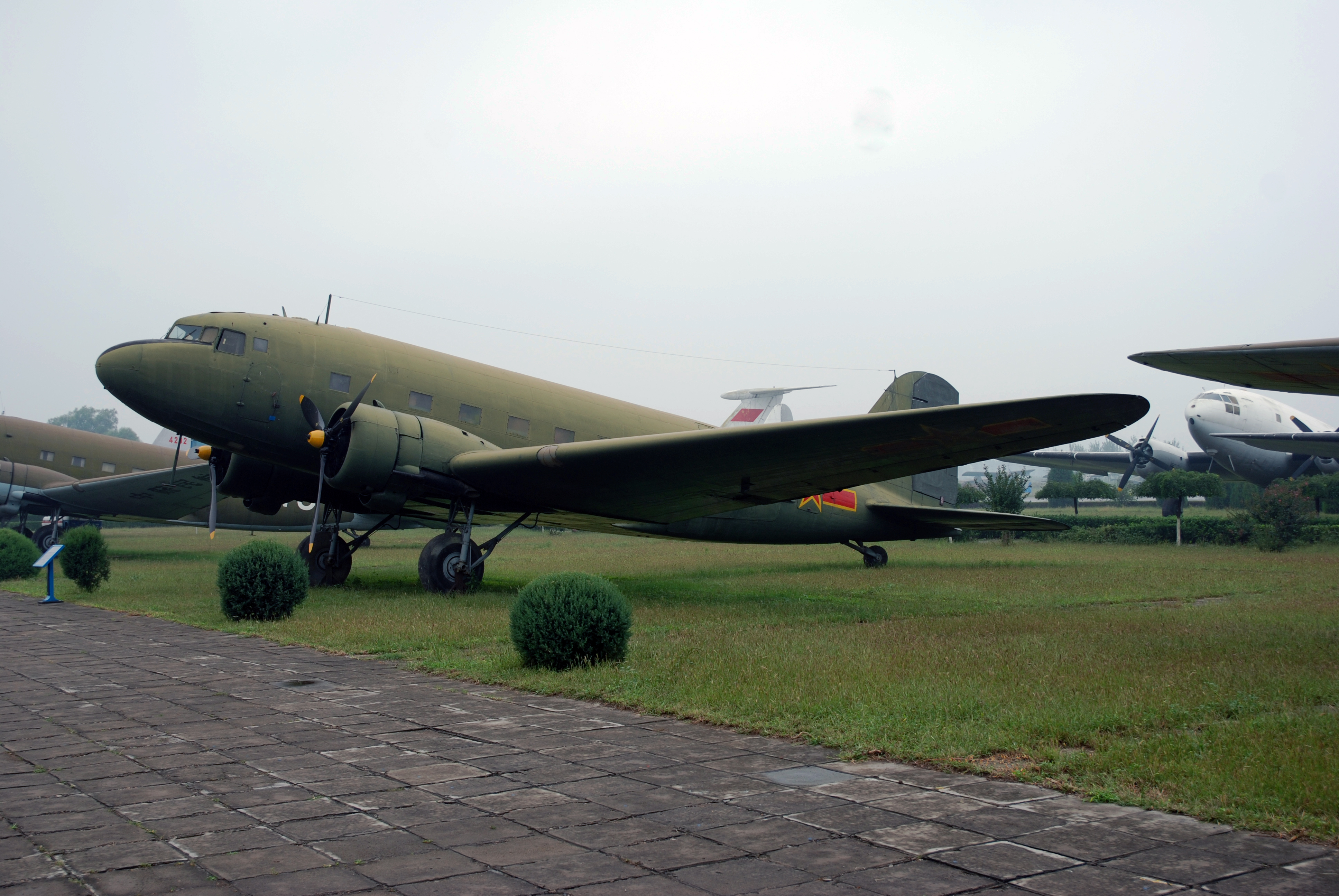
Самолёт Ли-2 в китайском музее. Такими самолётами была вооружена дивизия на период войны с Японией и до своего расформирования в 1959 году.

- 54-я авиационная дивизия дальнего действия;
- 54-я авиационная Орловская дивизия дальнего действия;
- 54-я бомбардировочная авиационная Орловская дивизия;
- 54-я транспортная авиационная Орловская дивизия;
- 54-я военно-транспортная авиационная Орловская дивизия;
- Войсковая часть (Полевая почта) 21356.

## История и боевой путь дивизии
Дивизия в боях с 26 декабря 1944 года по 9 мая 1945 года в составе 4-го гвардейского бомбардировочного авиационного корпуса принимала участие в операциях:
- Будапештская наступательная операция[1] — с 26 декабря 1944 года по 13 февраля 1945 года.
- Нижне-Силезская наступательная операция[2] — с 8 февраля 1945 года по 24 февраля 1945 года.
- Восточно-Померанская наступательная операция[2] — с 20 февраля 1945 года по 4 апреля 1945 года.
- Балатонская оборонительная операция[1] — с 6 марта 1945 года по 15 марта 1945 года.
- Венская наступательная операция[2] — с 16 марта 1945 года по 15 апреля 1945 года.
- Берлинская наступательная операция[2] — с 16 апреля 1945 года по 8 мая 1945 года.

По окончании Берлинской наступательной операции дивизия была перебазирована на Забайкальский фронт в состав 12-й воздушной армии. Исполнительная директива командующего ВВС Советской Армии на осуществление перегруппировки авиационных соединений с запада на Дальний Восток была отдана 24 июня 1945 года. Дивизия вошла в состав 12-й воздушной армии 9 августа 1945 года в следующем составе:
- 7-й гвардейский бомбардировочный авиационный Гатчинский Краснознамённый полк (Ли-2);
- 29-й гвардейский бомбардировочный авиационный Красносельский полк (Ли-2);
- 340-й бомбардировочный авиационный полк (Ли-2).

На дивизию, оснащённую самолётами Ли-2, в Харбино-Гиринской наступательной операции с 9 августа по 2 сентября 1945 года возлагались большие задачи по обеспечению войск топливом и боеприпасами. В связи с быстрым продвижением наземных войск, растянутостью коммуникаций, недостаточностью и малой проходимостью шоссейных и грунтовых дорог очень остро встал вопрос об обеспечении войск, в том числе и авиационных частей, боеприпасами, горючим и продовольствием. В связи с успешным завершением первого и второго этапов наступления советские войска продолжали неотступно преследовать врага в глубине Маньчжурии и на островах. 18 августа японцы стали прекращать организованное сопротивление и начали капитулировать. Лишь на отдельных участках они продолжали оказывать сопротивление небольшими разрозненными группами.
В то же время возникшие перед советскими войсками задачи по овладению важными административно-политическими и промышленными центрами противника требовали проведения широких десантных операций. Всё это на третьем этапе наступления поставило перед авиацией новые задачи. Надо было доставить по воздуху большое количество боеприпасов, продовольствия и горючего для обеспечения действий сухопутных войск в глубоком вражеском тылу; надо было высадить небольшие по численности авиадесанты с одновременным боевым и материальным обеспечением их действий.
Дивизия вместе с 21-й гвардейской транспортной авиационной дивизии на самолётах Ли-2 занималась высадкой авиадесантных групп на аэродромах и в пунктах Харбин, Гирин, Янцзы, Вонсан (Гензан), Хамхын (Канко), Пхеньян (Хейдзио), Чанчунь, Шэньян (Мукден), Далянь (Дайрен), Люйшунь (Порт-Артур). Для усиления основных десантов в районы действий последних авиация неоднократно высаживала дополнительные авиадесантные группы. Захват важных административно-политических и промышленных центров Маньчжурии воздушными десантами окончательно дезорганизовал управление войсками и резервами противника. Убедившись в бесполезности дальнейшего сопротивления, японцы почти повсеместно прекратили военные действия.

### В действующей армии
В составе действующей армии:
- с 26 декабря 1944 года по 9 мая 1945 года;
- с 9 августа 1945 года по 3 сентября 1945 года.

## Командир дивизии
| Звание                | Имя                      | Период                 | Примечание |
| --------------------- | ------------------------ | ---------------------- | ---------- |
| генерал-майор авиации | Щёлкин Василий Антонович | с 26 декабря 1944 года |            |

## В составе объединений
| Дата          | Фронт (округ)                 | Армия                | Корпус                                              | Примечания     |
| ------------- | ----------------------------- | -------------------- | --------------------------------------------------- | -------------- |
| 29.12.1944 г. | Дальняя авиация               | 18-я воздушная армия | 4-й гвардейский бомбардировочный авиационный корпус | -              |
| 09.05.1945 г. | Дальняя авиация               | 18-я воздушная армия | 4-й гвардейский бомбардировочный авиационный корпус | -              |
| 09.08.1945 г. | Забайкальский фронт           | 12-я воздушная армия |                                                     | -              |
| 03.09.1945 г. | Забайкальский фронт           | 12-я воздушная армия |                                                     | -              |
| 09.10.1945 г. | Дальняя авиация               | 18-я воздушная армия |                                                     | -              |
| 03.04.1946 г. | Десантно-транспортная авиация |                      |                                                     | -              |
| 12.10.1955 г. | Военно-транспортная авиация   |                      |                                                     | -              |
| 17.11.1959 г. | Военно-транспортная авиация   |                      |                                                     | расформирована |

## Части и отдельные подразделения дивизии
За весь период своего существования боевой состав дивизии претерпевал изменения:
| Период                     | Наименование                                                                   | Вооружение                                                                                          |
| -------------------------- | ------------------------------------------------------------------------------ | --------------------------------------------------------------------------------------------------- |
| 26.12.1944 — 15.12.1945 г. | 7-й гвардейский бомбардировочный авиационный Гатчинский Краснознамённый полк   | Ли-2, переименован в 206-й гвардейский бомбардировочный авиационный Гатчинский Краснознамённый полк |
| 26.12.1944 — 15.12.1945 г. | 29-й гвардейский бомбардировочный авиационный Красносельский полк              | Ли-2, переименован в 214-й гвардейский бомбардировочный авиационный Красносельский полк             |
| 26.12.1944 — 17.10.1945 г. | 340-й бомбардировочный авиационный полк                                        | Ли-2, присвоено почётное наименование Бреславский                                                   |
| 17.10.1945 — 27.04.1946 г. | 340-й бомбардировочный авиационный Бреславский полк                            | Ли-2, переименован в 340-й тап                                                                      |
| 15.12.1945 — 27.04.1946 г. | 206-й гвардейский бомбардировочный авиационный Гатчинский Краснознамённый полк | Ли-2, убыл из состава дивизии                                                                       |
| 15.12.1945 — 01.08.1949 г. | 214-й гвардейский бомбардировочный авиационный Красносельский полк             | Ли-2, убыл в 95-ю сад                                                                               |
| 27.04.1946 — 12.10.1955 г. | 340-й транспортный авиационный Бреславский полк                                | Ли-2, переименован в 340-й втап                                                                     |
| 27.04.1946 — 1947 г.       | 331-й транспортный авиационный полк                                            | Ли-2, убыл из состава дивизии                                                                       |
| 1947 — 12.10.1955 г.       | 51-й гвардейский транспортный авиационный полк                                 | Ли-2, переименован в 51-й гв. втап                                                                  |
| 12.10.1955 — 17.11.1959 г. | 340-й военно-транспортный авиационный Бреславский полк                         | Ли-2, переформирован в 40-й отдельный вертолётный Бреславский полк                                  |
| 12.10.1955 — 17.11.1959 г. | 51-й гвардейский военно-транспортный авиационный полк                          | Ли-2, переформирован в 51-й отдельный гвардейский вертолётный полк                                  |

## Почётные наименования
- 340-му бомбардировочному авиационному полку 24 сентября 1945 года присвоено почётное наименование «Бреславский»[5].

## Благодарности Верховного Главного Командования
- За отличие в боях при овладении в Домбровском угольном районе городами Катовице, Семяновиц, Крулевска Гута (Кенигсхютте), Миколув (Николаи) и в Силезии городом Беутен[6].
- За отличие в боях при разгроме окружённой группировки противника в Будапеште и овладении столицей Венгрии городом Будапешт — стратегически важным узлом обороны немцев на путях к Вене[7].
- За отличие в боях при овладении городами Секешфехервар, Мор, Зирез, Веспрем, Эньинг, а также при занятии более 350 других населённых пунктов[8].
- За отличие в боях при овладении городом и крепостью Гданьск — важнейшим портом и первоклассной военно-морской базой немцев на Балтийском море[9].
- За отличие в боях при овладении крепостью и главным городом Восточной Пруссии Кёнигсберг — стратегически важным узлом обороны немцев на Балтийском море[10].
- За отличие в боях при овладении городами Франкфурт-на-Одере, Вандлитц, Ораниенбург, Биркенвердер, Геннигсдорф, Панков, Фридрихсфелъде, Карлсхорст, Кепеник и вступление в столицу Германии город Берлин[11].
- За отличие в боях при разгроме берлинской группы немецких войск и овладением столицы Германии городом Берлин — центром немецкого империализма и очагом немецкой агрессии[12].
- За отличие в боях при овладении портом и военно-морской базой Свинемюнде — крупным портом и военно-морской базой немцев на Балтийском море[13].
- За овладение всей Маньчжурией, Южным Сахалином и островами Сюмусю и Парамушир из группы Курильских островов, главным городом Маньчжурии Чанчунь и городами Мукден, Цицикар, Жэхэ, Дайрэн, Порт-Артур объявлена благодарность[14].

## Герои Советского Союза
- Васильев Алексей Александрович, старший лейтенант, заместитель командира эскадрильи 340-го бомбардировочного авиационного полка 54-й бомбардировочной авиационной дивизии 4-го гвардейского бомбардировочного авиационного корпуса 18-й воздушной армии Указом Президиума Верховного Совета СССР 29 июня 1945 года удостоен звания Герой Советского Союза. Золотая Звезда № 8784.
- Орлов Михаил Петрович, гвардии майор, штурман эскадрильи 7-го гвардейского бомбардировочного авиационного полка 54-й бомбардировочной авиационной дивизии 4-го гвардейского бомбардировочного авиационного корпуса 18-й воздушной армии Указом Президиума Верховного Совета СССР 29 июня 1945 года удостоен звания Герой Советского Союза. Золотая Звезда № 8791.
- Тимофеев Северьян Петрович, капитан, штурман эскадрильи 340-го бомбардировочного авиационного полка 54-й бомбардировочной авиационной дивизии 4-го гвардейского бомбардировочного авиационного корпуса 18-й воздушной армии Указом Президиума Верховного Совета СССР 29 июня 1945 года удостоен звания Герой Советского Союза. Золотая Звезда № 8793.

## Дивизия в послевоенные годы
После войны с Японией дивизия базировалась в Чите с июля по октябрь 1945 года. После чего перебазировалась в Хабаровск. Формально дивизия после окончания войны продолжала входить в состав 4-го гвардейского бомбардировочного авиационного корпуса. В апреле 1946 года дивизия вошла в подчинение Командования воздушно-десантных войск и 27 апреля 1946 года дивизия переименована в 54-ю транспортную авиационную дивизию.
Состав дивизии на 1946 год:
- 214-й гвардейский транспортный авиационный Красносельский Краснознамённый полк (в/ч 15424 — бывший 29-й гвардейский бомбардировочный авиационный полк);
- 331-й транспортный авиационный полк (создан в составе дивизии в мае 1946 г.);
- 340-й транспортный авиационный Бреславский полк (в/ч 22672, ранее 340-й бомбардировочный авиационный полк).

В 1947 году 331-й транспортный авиационный полк заменён на 51-й гвардейский транспортный авиационный полк, а в августе 1949 года из состава дивизии убыл 214-й гвардейский транспортный авиационный Красносельский Краснознамённый полк.
В 1948 году дивизия перебазировалась на Сахалин с базированием штаба в городе Шахтёрск, где пробыла до 1955 года. В 1955 году перебазировалась на аэроузел города Комсомольск-на-Амуре.
Состав дивизии на 1954 год:
- 51-й гвардейский транспортный авиационный полк;
- 340-й транспортный авиационный Бреславский полк.

12 октября 1955 года дивизия переименована в 54-ю военно-транспортную авиационную дивизию и переподчинена Командованию Военно-транспортной авиации. В 1956 году дивизия перебазировалась на Кировоградский аэроузел. Штаб дивизии располагался в городе Александрия Кировоградской области. В 1958 году состав дивизии включал в себя:
- 51-й гвардейский военно-транспортный авиационный полк (Александрия Кировоградской области);
- 340-й военно-транспортный авиационный Бреславский полк (Александрия Кировоградской области).

В 1957 году полки дивизии приступают к переучиванию с самолётов Ли-2 на новую боевую технику — вертолёты Ми-4, лётный состав переучивался в ЦБП в городе Торжок, а технический состав — на Казанском авиационном заводе. Согласно Директиве ДГШ ВС от 17.11.1959 года 51-й гвардейский военно-транспортный авиационный полк переименовывается в 51-й гвардейский отдельный вертолётный полк. Также был переименован 340-й военно-транспортный авиационный Бреславский полк.
17 ноября 1959 года дивизия расформирована в Александрии Кировоградской области.